# Norrtjärnen (Själevads socken, Ångermanland)
Norrtjärnen är en sjö i Örnsköldsviks kommun i Ångermanland och ingår i Moälvens huvudavrinningsområde.